# Вулиця Фестивальна (Тернопіль)
Вулиця Фестивальна — вулиця в мікрорайоні «Березовиця» міста Тернополя. 

## Відомості
Розпочинається неподалік вулиці Молодіжної, пролягає на південь, де і закінчується. На вулиці розташовані приватні будинки. На схід в напрямку села Великі Гаї відгалужується вулиця Підлісна.

## Транспорт
Рух вулицею — двосторонній, дорожнє покриття — асфальт. Громадський транспорт по вулиці не курсує, найближчі зупинки знаходяться на вулиці Микулинецькій.